# Isme
Pour l’article ayant un titre homophone, voir Isthme.
 (juin 2016).
Un isme est un concept, le plus souvent idéologique, dont le nom se termine par le suffixe -isme. [Le terme permet de regrouper et donc d'analyser ensemble des notions qui seraient normalement incomparables du fait de dispositions morales ou de préjugés sociaux, par exemple le marxisme et l'olympisme] : Les ismes relèvent de champs aussi variés que la science, l'art, l'économie ou la philosophie.

## Histoire
Le suffixe isme vient du grec ancien -ισμός qui a donné le suffixe latin -ismus
Le suffixe grecque -ισμός est formé en déclinant des verbes se terminant en -ίζω avec le suffixe nominal -μός. 
Parmi les mots in isme d'origine grecque, on trouve syncrétisme du grec συγκρητισμ́ος.
D'autres mots viennent du grec, comme laconisme, ostracisme, cathétérisme, paralogisme, sophisme, antagonisme, charisme, chromatisme, parallélisme, hellénisme, anévrisme, éréthisme, rhumatisme, traumatisme.
Un autre mot déjà inventé à l'époque grecque est le mot séisme du grec σεισμός.
La littérature latine ancienne a compté environ 45 mots en -ismus. Les chrétiens de l'empire romain et du moyen âge en ont ajouté une vingtaine.
Parmi les mots in isme d'origine latines, on trouve dogmatisme. On trouve aussi mécanisme.
Au XIIe siècle apparaît le mot embolisme, 
Au XIIIe siècle apparaît le mot judaïsme.
Au XVIe siècle, Noël du Fail a créé le mot grecisme.
H.Estienne a créé les mots hébraïsme, atticisme, italianisme, gallicisme.
Ronsard utilise le terme calvinisme et athéisme.
François de Sales utilise huguenotisme.
E.Pasquier utilise les termes jésuisme.
Michel de Montaigne utilise les termes pédantisme.
Au XVIIe siècle, Bossuet utilise le terme cromwellisme, Arnauld utilise le terme philosophisme.
En 1668, Paul de Rapin se questionne sur la possibilité d'utiliser le mot héroïsme.
Ménage utilise le terme d'  archaïsme.
Molière utilise les termes de  platonisme et péripatétisme.
Au XVIIIe siècle, Diderot utilise le terme leibnitzianisme, la création de l'encyclopédie fait notamment apparaître les termes atomisme, éléatisme et hilopathianisme.
Charles de Brosses crée le mot fétichisme.
Avec la Révolution française des mots nouveaux comme fédéralisme apparaissent.
Au XIXe siècle, de nombreux mots nouveaux continuent à apparaître. Auguste Comte utilise le terme altruisme. Cernuschi utilise le terme bimétallisme. Vers 1852, M Huss utilise le terme alcoolisme.
En 1876, le terme opportunisme est utilisé à propos de la politique de Gambetta. À la fin du siècle sont utilisés des termes pour désigner des manières de faire comme naturalisme, symbolisme,  wagnérisme ou ibsénisme.
De nombreux mots suffixés en isme ont été produits aux XIXe et XXe siècles.

## Exemples
Tous les mots se terminant par -isme ne sont pas des ismes, car tous ne portent pas en eux les potentiels idéologiques et mobilisateurs nécessaires à cette qualification. Ainsi, l'albinisme, l'alcoolisme ou le stylisme ne sont pas particulièrement marqués par des effets de croyance instaurant une vision du monde particulière, bien qu'aucun n'en soit complètement dépourvu.
Au contraire le tabagisme et l'alcoolisme sont une addiction — c'est-à-dire une croyance dans le besoin de consommer —

### Les ismes de l'art et de la littérature
| - Académisme - Africanisme - Afrocentrisme (courant littérature) - Algérianisme - Asianisme - Atticisme - Avant-gardisme - Bas-bleuisme - Brutalisme - Classicisme - Confessionnisme - Constructivisme - Conisme - Cubisme - Dadaïsme - Doudouisme - Elginisme - Esthétisme - Exotisme | - Expressionnisme - Façadisme - Fauvisme - Futurisme - Graphisme - Hyperréalisme - Imagisme - Impressionnisme - Indianocéanisme - Indigénisme - Jdanovisme - Lettrisme - Lyrisme - Maniérisme - Minimalisme - Modernisme - Muralisme | - Naturalisme - Néo-expressionnisme - Néologisme - Néoplasticisme - Néoclassicisme - Néoréalisme - Objectivisme - Orientalisme - Orphisme - Photoréalisme - Pointillisme - Populisme - Post-exotisme - Postimpressionnisme - Préraphaélisme - Préromantisme - Primitivisme | - Purisme - Rayonnisme - Réalisme - Régionalisme - Romantisme - Rondocubisme - Spatialisme - Suprématisme - Suridéalisme - Surréalisme - Symbolisme - Tachisme - Ultraïsme - Unanimisme - Védutisme - Vérisme - Wagnérisme |

### Les ismes de l'économie
| - Bimétallisme - Bullionisme - Caméralisme - Capitalisme - Cartiérisme | - Colbertisme - Économisme - Évolutionnisme - Commercialisme - Consumérisme | - Fordisme - Keynésianisme - Mercantilisme - Monétarisme - Monométallisme | - Post-keynésianisme - Protectionnisme - Stakhanovisme - Taylorisme - Toyotisme |

### Les ismes de la philosophie et de l'épistémologie
| - Altruisme - Anthropocentrisme - Anthropomorphisme - Antisémitisme - Antispécisme - Aristotélisme - Atomisme - Attentisme - Bovarysme - Cannibalisme - Cartésianisme - Catastrophisme - Chauvinisme - Conceptualisme - Connexionnisme - Conséquentialisme - Constructivisme - Cosmopolitisme - Cratylisme - Créationnisme - Criticisme - Cynisme - Cyrénaïsme - Dandysme - Défaitisme - Déterminisme - Dilettantisme - Dualisme - Écologisme - Égoïsme - Élitisme - Empirisme | - Épicurisme - Érotisme - Essentialisme - Ethnocentrisme - Ethno-différentialisme - Eudémonisme - Eugénisme - Exhibitionnisme - Existentialisme - Externalisme - Exotisme - Féminisme - Fonctionnisme - Gastronomisme - Géocentrisme - Globalisme - Hédonisme - Héliocentrisme - Héliotropisme - Hermétisme - Héroïsme - Hétérosexisme - Historicisme - Holisme - Hooliganisme - Humanisme - Idéalisme - Indéterminisme - Individualisme - Instrumentalisme - Intellectualisme - Intuitionnisme - Laxisme | - Machisme - Malthusianisme - Masochisme - Matérialisme - Mondialisme - Moralisme - Narcissisme - Naturalisme - Naturisme - Négationnisme - Néo-malthusianisme - Néo-platonisme - Nihilisme - Nomadisme - Nudisme - Nutritionnisme - Objectivisme - Olympisme - Opportunisme - Optimisme - Parisianisme - Paternalisme - Perfectionnisme - Pessimisme - Physicalisme - Platonisme - Positivisme - Postmodernisme - Pragmatisme - Provincialisme - Psychologisme - Pyrrhonisme | - Racialisme - Racisme - Rationalisme - Réalisme - Relationnisme - Relativisme - Révisionnisme - Rigorisme - Sadisme - Scepticisme - Scientisme - Sensualisme - Sexisme - Snobisme - Solipsisme - Spiritualisme - Stoïcisme - Structuralisme - Subjectivisme - Syncrétisme - Traditionalisme - Transhumanisme - Tribalisme - Triolisme - Universalisme - Urbanisme - Utilitarisme - Utopisme - Végétalisme - Végétarisme - Volontarisme - Vitalisme - Véganisme |

### Les ismes de la politique
| - Abolitionnisme - Absolutisme - Activisme - Africanisme - Afrocentrisme - Altermondialisme - Anarchisme - Anarcho-capitalisme - Anarcho-communisme - Anarcho-individualisme - Anarcho-socialisme - Anarcho-syndicalisme - Anticolonialisme - Anticommunisme - Antiesclavagisme - Antimilitarisme - Aryanisme - Assimilationnisme - Atlantisme - Austromarxisme - Autonomisme - Autoritarisme - Banditisme - Bicamérisme - Bipartisme - Bolchévisme - Bonapartisme - Boulangisme - Carlisme (Espagne) - Carlisme (Roumanie) - Centralisme - Centrisme - Césarisme - Charlottisme - Clanisme - Collectivisme - Colonialisme | - Communalisme - Communautarisme - Communisme - Conservatisme - Consociationnisme - Conspirationnisme - Constitutionnisme - Constructivisme - Corporatisme - Départementalisme - Despotisme - Droit de l'hommisme - Égalitarisme - Engagisme - Environnementalisme - Esclavagisme - Eurocommunisme - Eurocentrisme - Européisme - Expansionnisme - Extrémisme - Fascisme - Fédéralisme - Féminisme - Féodalisme - Franquisme - Gallicanisme - Gauchisme - Gaullisme - Hitlérisme - Impérialisme - Indépendantisme - Internationalisme - Interventionnisme | - Irrédentisme - Islamo-gauchisme - Isolationnisme - Jacobinisme - Jihadisme - Jdanovisme - Kemalisme - Légalisme - Légicentrisme - Léninisme - Libéralisme - Libertarianisme - Libertarisme - Maccarthysme - Machiavélisme - Maoïsme - Marxisme - Marxisme-léninisme - Militarisme - Monarchisme - Monocamérisme - Multiculturalisme - Nationalisme - Nazisme - Néo-colonialisme - Néo-fascisme - Néonazisme - Noubannisme - Pacifisme - Panafricanisme - Panaméricanisme - Panarabisme - Pangermanisme - Panslavisme - Parlementarisme | - Patriotisme - Péronisme - Pluralisme - Populisme - Post-anarchisme - Post-colonialisme - Postsionisme - Poujadisme - Radicalisme - Rattachisme - Reaganisme - Réformisme - Républicanisme - Régionalisme - Réunionisme - Rexisme - Royalisme - Scandinavisme - Séparatisme - Sionisme - Socialisme - Solidarisme - Stalinisme - Syndicalisme - Terrorisme - Thatcherisme - Totalitarisme - traditionaliste - Tripartisme - Trotskisme - Tsarisme - Unitarisme - Vandalisme - Wokisme - Zapatisme |

### Les ismes de la religion
| - Adoptianisme - Adventisme - Agnosticisme - Anabaptisme - Anglicanisme - Animisme - Anticléricalisme - Antitrinitarisme - Apollinarisme - Arianisme - Arminianisme - Ascétisme - Athéisme - Augustinisme - Baptisme - Bogomilisme - Bouddhisme - Brahmanisme - Calvinisme - Catharisme - Catholicisme - Cénobitisme - Chamanisme - Chiisme - Christadelphisme - Christianisme - Cléricalisme - Confucianisme - Congrégationalisme - Coranisme - Créationnisme | - Déisme - Démonisme - Djihadisme - Druidisme - Docétisme - Dogmatisme - Donatisme - Ébionisme - Évangélisme - Fanatisme - Fatalisme - Fétichisme - Fidéisme - Finalisme - Fondamentalisme - Formalisme - Gallicanisme - Gnosticisme - Gomarisme - Hassidisme - Hindouisme - Hurufisme - Intégrisme - Islamisme - Jaïnisme - Jansénisme - Jésuitisme - Judaïsme - Kémitisme - Læstadianisme | - Laïcisme - Luthéranisme - Macédonianisme - Manichéisme - Mennonitisme - Messianisme - Méthodisme - Millénarisme - Modalisme - Modernisme - Monachisme - Monisme - Monophysisme - Monothéisme - Monothélisme - Montanisme - Mormonisme - Mysticisme - Népotisme - Nestorianisme - Nominalisme - Obscurantisme - Œcuménisme - Paganisme - Panislamisme - Panthéisme - Papisme - Paulicianisme - Pélagianisme - Pentecôtisme - Pharisaïsme - Piétisme | - Polythéisme - Postislamisme - Presbytérianisme - Prosélytisme - Protestantisme - Puritanisme - Quakerisme - Sabéisme - Salafisme - Satanisme - Scotisme - Sécularisme - Shaktisme - Shintoïsme - Sikhisme - Soufisme - Spiritisme - Spiritualisme - Subordinatianisme - Sunnisme - Synergisme - Tantrisme - Taoïsme - Télévangélisme - Théisme - Thomisme - Totémisme - Trithéisme - Unitarisme - Védisme - Wahabisme |

### Les ismes de la science
| - Adaptationnisme - Béhaviorisme - Comportementalisme - Conformisme - Constructivisme - Culturalisme | - Darwinisme - Diffusionnisme - Encyclopédisme - Fixisme - Galénisme | - Hellénisme - Indianisme - Interactionnisme - Lamarckisme - Métamorphisme | - Neptunisme - Préformationisme - Plutonisme - Post-structuralisme - Ponctuationnisme - Saltationnisme - Structuralisme |